# Charmed (2018)
Charmed é uma série de televisão americana de drama e fantasia desenvolvida por Jennie Snyder Urman. É baseada na série homônima da The WB, criada por Constance M. Burge, exibida originalmente  entre 1998 a 2006. Foi ordenado um piloto de Charmed em janeiro de 2018 pela The CW e recebeu uma ordem de série em maio de 2018. Estreou nos Estados Unidos em 14 de outubro de 2018. A série segue a vida de três irmãs — Macy (Madeleine Mantock), Mel (Melonie Diaz) e Maggie (Sarah Jeffery) — que, após a morte de sua mãe, descobrem que são o trio de bruxas mais poderoso de todos os tempos “As Encantadas”, e juntas possuem o "Poder das Três". Seus poderes são usados para proteger inocentes e derrotar os demônios sobrenaturais.
Em 8 de novembro de 2018, a The CW encomendou uma temporada completa de 22 episódios. Em 31 de janeiro de 2019, a emissora renovou a série para uma segunda temporada. Em fevereiro de 2021, a The CW renovou a série para uma quarta temporada.

## Sinopse
Localizado na cidade universitária fictícia de Hilltowne, a série começa com as irmãs Mel (Melonie Diaz) e Maggie Vera (Sarah Jeffery) morando com sua mãe Marisol (Valerie Cruz), que é logo após ser atacada e morta por uma força demoníaca desconhecida. Três meses depois, Mel e Maggie descobrem que têm uma meia-irmã mais velha, Macy Vaughn (Madeleine Mantock), que foi mantido em segredo por sua mãe durante anos, mas recentemente se mudou para Hilltowne para aceitar um novo emprego na universidade local. Depois da primeira vez que as irmãs estão sob o mesmo teto, elas inesperadamente começam a exibir novas habilidades mágicas; a mais velha, Macy, recebe o poder da telecinesia, a irmã do meio, Mel, pode congelar o tempo, e a mais jovem, Maggie, pode ouvir os pensamentos das pessoas. Logo depois, seu whitelighter - um conselheiro que protege e orienta bruxas - Harry Greenwood (Rupert Evans) reúne as três irmãs e revela-lhes que são bruxas, assim como sua mãe. Marisol tinha ligado os poderes de suas filhas quando elas nasceram, para que pudessem viver vidas normais, e estava no processo de desvincular esses poderes na noite em que foi assassinada. As irmãs finalmente aceitam seu novo destino como The Charmed Ones, o trio mais poderoso de bruxas que protegem inocentes e vencem demônios sobrenaturais.
A série muda vários elementos da série original Charmed, incluindo a mudança do cenário fictício de San Francisco para Hilltowne; fazendo da irmã do meio uma lésbica; dando à irmã mais nova o poder da telepatia em vez da premonição; mudar o nome da família de Halliwell para Vera; e ter todos os três nomes aliterativos das irmãs começa com M ao invés de P. Além disso, tem um elenco mais diversificado com diferentes etnias; Diaz e Jeffery são descendentes de hispânicos, enquanto Mantock é descendente de afro-caribenhos.

## Elenco e personagens

### Principal

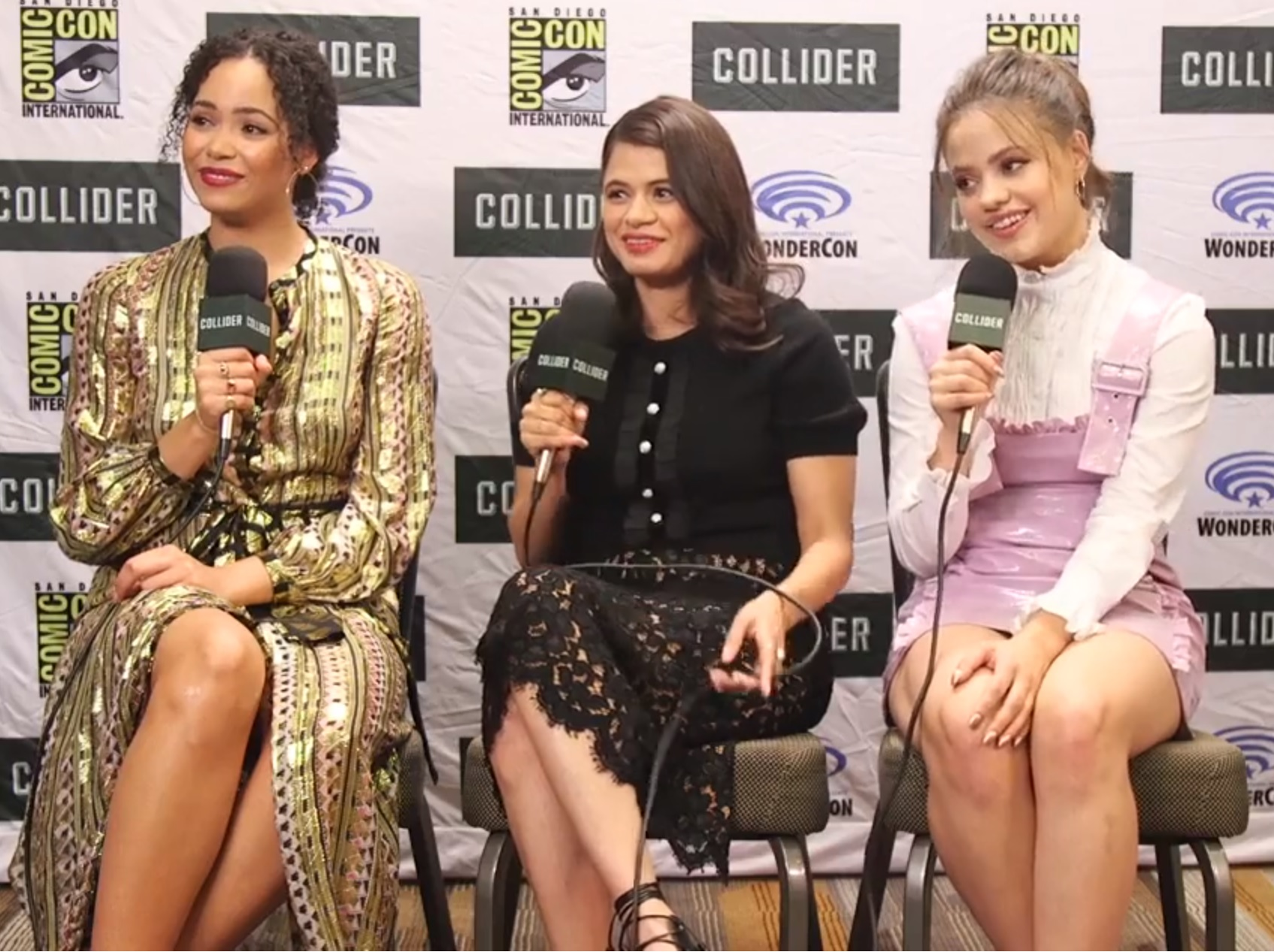
Da esquerda para a direita: Madeleine Mantock, Melonie Diaz e Sarah Jeffery na San Diego Comic-Con em 2018

- Madeleine Mantock como Macy Vaughn, a irmã mais velha.[7][14] Ela é uma "geneticista prática, motivadora e brilhante" com o poder da telecinesia. Macy inicialmente se muda para Hilltowne para trabalhar no laboratório da universidade da cidade e, eventualmente, descobre que ela tem duas irmãs.[8][15] O personagem de Macy traça semelhanças com a irmã mais velha Prue Halliwell (Shannen Doherty) da série Charmed original, já que ela tem poderes telecinéticos como Prue.[16][17]
- Melonie Diaz como Melanie "Mel" Vera, a meia-irmã do meio da família. A "crítica ativista social", Mel é uma estudante de pós-graduação no departamento de estudos femininos da Universidade Hilltowne.[8] Ela também é lésbica está em um relacionamento com Nico (Ellen Tamaki), uma detetive da polícia de Hilltowne. Mel tem o poder de congelar o tempo, semelhante à irmã do meio original Piper Halliwell (Holly Marie Combs) da série original.
- Sarah Jeffery como Margarita Emilia “Maggie” Vera, a irmã mais nova. Ela é uma caloura "borbulhante" e "divertida" na Hilltowne University, que inicialmente está apressando uma irmandade. Maggie tem o poder da telepatia, a capacidade de ler os pensamentos de outras pessoas. Esta é uma das primeiras diferenças em relação a série original, pois a irmã mais nova original, Phoebe Halliwell (Alyssa Milano), da série original, teve o poder da premonição.[18]
- Ser'Darius Blain como Galvin, um geneticista molecular que trabalha no laboratório da Universidade de Hilltowne com Macy Vaughn. Ele é "extrovertido" e "generoso", e é a primeira pessoa que faz amizade com Macy quando se muda para Hilltowne.[19]
- Ellen Tamaki como Nico Hamada, detetive da polícia de Hilltowne e lésbica que está em uma relação com Mel Vera.[20]
- Rupert Evans como Harry, a luz branca das irmãs, um anjo da guarda que protege e guia as bruxas.[21] Harry se apresenta inicialmente como professor no departamento de estudos para mulheres da Hilltowne University, até que ele reúne as três irmãs e revela que ele é sua luz branca.
- Nick Hargrove como Parker Caine, o namorado de Maggie Vera. Ele é o presidente da fraternidade Phi Delta Upsilon. Ele e Maggie se tornam amigos depois que ele a defende de um cliente rude em seu trabalho de garçonete.[22]

### Recorrente
- Valerie Cruz como Marisol Vera, mãe das 3 irmãs bruxa. Marisol vinculou os poderes de cada uma de suas filhas quando elas nasceram, para que pudessem levar uma vida normal. No primeiro episódio, Marisol estava no meio de desvincular seus poderes quando foi atacada e morta por um demônio.[7][8]
- Craig Parker como Alastair Caine, CEO da Morningstar Biotech e um benfeitor do laboratório da Universidade de Hilltowne, onde Macy trabalha.[23]
- Constantine Rousouli como Hunter Caine, um assassino demoníaco, o filho mais velho de Alastair Caine e o meio-irmão mais velho de Parker Caine.
- Virginia Williams como Charity Callahan, um poderoso Elder e um amigo de Harry e o falecido Marisol.
- Natalie Hall como Lucy, irmã da irmandade de Maggie e presidente da irmandade da Kappa Tau Kappa. Ela também era ex-namorada de Parker.
- Brendon Zub como Tripp Bailey, parceiro do detetive Niko. Ele foi morto por traumatismo craniano quando um cano quebrou e voou para sua cabeça. Charity pendurou o corpo de Trip no armazém e deixou evidências dos assassinatos de Halloween para colocar a culpa em Trip, para que seu envolvimento fosse evitado.
- Aleyse Shannon como Jada Shields, uma bruxa whitelighter que é afiliada com o S'Arcana e tem um relacionamento com Mel. Ela afirma ser uma antiga aliada do falecido de Marisol.
- Leah Pipes como Fiona Callahan, a irmã mais nova de Charity que se revela viva, ela é a guardiã imortal da chama sagrada, a fonte primordial de toda a magia.

### Convidado
- Rya Kihlstedt como Julia Wagner, a nova gerente do laboratório da Universidade Hilltowne. Ela é ex-mulher de Alastair Caine e mãe humana de Parker.
- Leah Lewis como Angela Wu, uma estudante da Universidade de Hilltowne que é vítima de assédio sexual e mais tarde é possuída por um demônio.
- Charlie Gillespie como Brian, o namorado de Maggie Vera com quem ela estudou no ensino médio.[24]

## Episódios
| N.º na série | N.º na temp. | Título                   | Dirigido por    | Escrito por                                                         | Exibição original       | Audiência (milhões) |
| --- | ------------ | ------------------------ | --------------- | ------------------------------------------------------------------- | ----------------------- | ------------------- |
| 1 | 1            | "Pilot"                  | Brad Silberling | História: Jennie Snyder Urman Roteiro: Jessica O'Toole & Amy Rardin | 14 de outubro de 2018   | 1.57                |
| Após a morte trágica da mãe de Mel e Maggie, as irmãs lutam para seguir em frente, mas enfrentam outro grande choque quando descobrem que têm uma irmã mais velha, Macy. Com as emoções das três irmãs à flor da pele, cada uma delas começa a apresentar habilidades impossíveis: Mel pode parar o tempo, Maggie começa a ouvir os pensamentos dos outros e Macy tem poderes telecinéticos. Enquanto tentam entender seus novos poderes, Harry Greenwood reúne as irmãs e revela que elas são bruxas poderosas, assim como a mãe delas. Ele também conta um pequeno segredo: que ele não é realmente um professor, mas um “Whitelighter”, um conselheiro e guia de bruxa. As irmãs devem aceitar seu novo destino como “As Encantadas”, com o dever de proteger a humanidade dos demônios. |              |                          |                 |                                                                     |                         |                     |
| 2 | 2            | "Let This Mother Out"    | Vanessa Parise  | Jessica O’Toole & Amy Rardin                                        | 21 de outubro de 2018   | 1.32                |
| Depois de receber uma mensagem da tábua de espíritos para não confiar em Harry, as irmãs estão em conflito e precisam inventar um plano para ver se ele está dizendo a verdade. Desesperadas em acreditar que a pessoa que as avisa está tentando protegê-las, elas acabam indo contra o seu melhor julgamento. Harry logo percebe que as irmãs não estão fazendo nada de bom e tenta ajudar antes que seja tarde demais. Enquanto isso, essa nova unidade fraternal não é totalmente unificada, com Mel e Macy lutando com quem é a verdadeira irmã mais velha e Maggie pega no meio. |              |                          |                 |                                                                     |                         |                     |
| 3 | 3            | "Sweet Tooth"            | Norman Buckley  | Joey Falco                                                          | 28 de outubro de 2018   | 1.13                |
| Com as instruções de Harry, as irmãs são submetidas a lições de bruxaria, para que sejam capazes de praticar sua magia adequadamente. No entanto, quando Macy descobre uma misteriosa morte em seu laboratório de Galvin, ela informa suas irmãs e, juntas, elas planejam um plano para descobrir o demônio. Tentando acelerar o plano, Mel usa sua magia de forma irresponsável, deixando Harry sem escolha a não ser contê-la, o que cria tensão entre eles. Enquanto isso, Maggie continua lutando para equilibrar seus dois mundos – sua irmandade e sua vida bruxa – especialmente depois que ela se oferece para fazer uma festa de Halloween em sua casa. |              |                          |                 |                                                                     |                         |                     |
| 4 | 4            | "Exorcise Your Demons"   | Melanie Mayron  | Marcos Luevanos                                                     | 4 de novembro de 2018   | 0.96                |
| Enquanto esperam a chegada dos Anciãos, a paciência das irmãs diminuem. Quando uma dos Anciões, Charity, aparece, ela dá instruções específicas sobre como lidar com a situação. Mel não concorda com a solução e recruta Maggie e Macy e até a ajuda de Harry, mas isso significa ir contra os Anciões. Enquanto isso, Macy, Mel e Maggie começam a perceber que conciliar os dois mundos está se tornando mais difícil. |              |                          |                 |                                                                     |                         |                     |
| 5 | 5            | "Other Women"            | Amyn Kaderali   | George Northy                                                       | 11 de novembro de 2018  | 0.95                |
| Mel está preocupada com a segurança de Niko, então Mel e Harry elaboram um plano para protegê-la, mas Mel precisará da ajuda das irmãs. Maggie percebe que Macy está chateada com sua situação com Galvin, então ela se oferece para ajudar, mas eles descobrem que as coisas podem não ser exatamente o que parecem. Enquanto isso, a irmã de irmandade de Maggie, Lucy, pede ajuda, mas Maggie tem dificuldade em falar a verdade. |              |                          |                 |                                                                     |                         |                     |
| 6 | 6            | "Kappa Spirit"           | Jeffrey W. Byrd | Emmylou Diaz                                                        | 18 de novembro de 2018  | 0.96                |
| Com Maggie tentando fazer as pazes com Lucy, ela percebe que há um novo membro do Kappa com quem ela não está familiarizada e pede ajuda a Mel para descobrir o que está acontecendo. Macy está preocupada com o que viu em Galvin e se convida para sua festa de aniversário para investigar. Enquanto isso, Macy recebe uma mensagem enigmática sobre seu passado que ela decide compartilhar com suas irmãs, mas suas irmãs mantêm um segredo dela. |              |                          |                 |                                                                     |                         |                     |
| 7 | 7            | "Out of Scythe"          | Jamie Travis    | Sarah Goldfinger                                                    | 25 de novembro de 2018  | 0.87                |
| Depois de uma atividade sísmica incomum, Harry informa as irmãs que Hilltowne é um portal para o inferno. Dito isso, elas devem se unir para lutar contra um demônio sombrio que está tentando obter uma coleção de poderosos artefatos mágicos. Enquanto isso, Macy recebe uma excelente oportunidade de trabalho que vem com complicações inesperadas. Por fim, Maggie tem um conflito de consciência sobre seu relacionamento com Parker. |              |                          |                 |                                                                     |                         |                     |
| 8 | 8            | "Bug a Boo"              | Vanessa Parise  | Zoe Marshall                                                        | 2 de dezembro de 2018   | 0.93                |
| Em busca de Jada, Mel vasculha o Livro das Sombras enquanto Harry e Charity procuram pistas que possam levá-los a esse novo demônio. Eles descobrem que há um Demônio Changeling à solta que coloca uma das irmãs em perigo. Maggie se inscreve para um emprego ajudando a vender um novo aplicativo de namoro, Macy decide sair de sua zona de conforto depois de um pequeno incentivo de Maggie e Mel recebe uma tarefa dos Anciãos que ela não estava esperando. |              |                          |                 |                                                                     |                         |                     |
| 9 | 9            | "Jingle Hell"            | Michael Lange   | Jessica O'Toole & Amy Rardin                                        | 9 de dezembro de 2018   | 0.94                |
| Mel pede ajuda a Harry depois de aprender informações sobre o mundo mágico que a deixa questionando tudo o que sabe. Galvin aparece para ver Macy e ela está determinada a não deixar o destino atrapalhar seu possível relacionamento. Enquanto isso, Maggie tenta manter as tradições de Natal de sua mãe e está animada por Parker fazer parte disso. |              |                          |                 |                                                                     |                         |                     |
| 10 | 10           | "Keep Calm and Harry On" | Vanessa Parise  | Allyssa Lee                                                         | 20 de janeiro de 2019   | 0.82                |
| As irmãs se voltam para os Anciões em busca de conselhos sobre Harry. Mel, farta das regras dos Anciões, pede ajuda a Jada sem contar às irmãs. Com um plano em vigor, elas devem enfrentar uma ameaça inesperada que leva Maggie a encontrar uma força que ela não sabia que tinha. Enquanto isso, Galvin compartilha uma notícia chocante com Macy que vai mudar tudo. |              |                          |                 |                                                                     |                         |                     |
| 11 | 11           | "Witch Perfect"          | Gina Rodriguez  | Natalia Fernandez                                                   | 27 de janeiro de 2019   | 0.88                |
| Macy está ansiosa para compartilhar as informações que descobriu com suas irmãs, mas fica frustrada com a reação às notícias. Para se animar, Maggie decide tentar um grupo a capella, mas algo não parece certo sobre o grupo. Enquanto isso, Mel encontra uma pessoa inesperada do passado dela. |              |                          |                 |                                                                     |                         |                     |
| 12 | 12           | "You're Dead To Me"      | Brad Silberling | Michael Reisz                                                       | 17 de fevereiro de 2019 | 0.77                |
| Com Macy em busca de respostas, ela vai contra os conselhos de Harry e invoca um Necromante que coloca ela e Maggie em perigo. Maggie participa de uma festa de fraternidade com o apoio de Lucy como forma de superar Parker. Enquanto isso, Mel ajuda Harry, que está lutando com suas memórias recuperadas. |              |                          |                 |                                                                     |                         |                     |
| 13 | 13           | "Manic Pixie Nightmare"  | Melanie Mayron  | Jessica O'Toole & Amy Rardin                                        | 3 de março de 2019      | 0.74                |
| Com a vida aparentemente de volta ao normal, Parker conta para Maggie sobre uma misteriosa morte no campus que pode ser de natureza demoníaca. Depois que as irmãs consultam Harry, elas tentam prender a criatura, mas logo percebem que nem todos conseguem evitar seus poderes. Enquanto isso, Galvin se lembra de algo das histórias de sua avó que poderia ajudar Macy a superar seu lado negro. |              |                          |                 |                                                                     |                         |                     |
| 14 | 14           | "Touched by a Demon"     | Stuart Gillard  | Joey Falco                                                          | 10 de março de 2019     | 0.74                |
| Macy está tentando lidar com sua nova situação demoníaca assistindo a muitos de seus programas de TV favoritos, mas as coisas tomam um rumo estranho e perigoso. Mel e Jada pedem ajuda a Niko para descobrir quem pode estar atrás de Jada. Maggie e Parker decidem que é hora de levar seu relacionamento ao próximo nível, o que os leva a fazer uma descoberta incomum. Enquanto isso, os poderes de Mel parecem estar se expandindo com a orientação de Jada, fazendo-a questionar as intenções dos Anciãos. |              |                          |                 |                                                                     |                         |                     |
| 15 | 15           | "Switches & Stones"      | Claudia Yarmy   | George Northy                                                       | 17 de março de 2019     | 0.65                |
| Maggie mostra à Macy, Harry e Charity o estranho quarto sob Vera Manor, mas eles rapidamente aprendem o quão perigoso é quando Mel e Maggie trocam de corpos e poderes. Macy se volta para os Anciãos em busca de orientação sobre como superar seu demônio interior, o que, por sua vez, leva-a a ter uma experiência reveladora. Enquanto isso, Maggie descobre os segredos que Mel tem mantido de suas irmãs. |              |                          |                 |                                                                     |                         |                     |
| 16 | 16           | "Memento Mori"           | Norman Buckley  | Emmylou Diaz                                                        | 24 de março de 2019     | 0.59                |
| Macy não é capaz de confiar em si mesma devido a seus lapsos de memória, então ela pede a ajuda de Harry e Charity. Mais forte do que ela pensava que era, Macy começa a juntar as peças e está ansiosa para compartilhar sua visão com suas irmãs. Enquanto isso, Mel e Maggie estão preocupadas com Macy e recorrem a uma fonte inesperada de ajuda. |              |                          |                 |                                                                     |                         |                     |

## Produção

### Desenvolvimento
O reboot da série original foi anunciada desde outubro de 2013, quando foi originalmente desenvolvida para a CBS pelos co-criadores de Party of Five, Christopher Keyser e Sydney Sidner. O roteiro do piloto iria se concentrar "em torno de quatro irmãs que descobrem o seu destino – lutar contra as forças do mal usando sua bruxaria". No entanto, a CBS finalmente decidiu não prosseguir com o reboot. Em 5 de janeiro de 2017, foi anunciado que a The CW estava desenvolvendo o reboot Charmed, do showrunner de Jane the Virgin, Jennie Snyder Urman, para a temporada televisiva de 2017–18. Tanto Urman quanto o diretor Brad Silberling foram contatados em 2016 pela CBS Television Studios (que detém os direitos de Charmed) para trabalhar na reinicialização da série. No roteiro original do piloto, iria se passar em 1976 com três bruxas (Tina, Paige e Annie), que não têm parentesco, mas se uniram para combater o mal em uma pequena cidade da Nova Inglaterra. Naquela época, o presidente da CW, Mark Pedowitz, declarou que a reinicialização não seria um prefácio da série original, mas descreveu-a como uma série "autônoma, autossustentável" e "muito independente". No entanto, em 3 de fevereiro de 2017, o The Hollywood Reporter anunciou que o reboot seria desenvolvido e adiado até a temporada televisiva de 2018-19, uma vez que a versão preliminar do projeto piloto "não ocorria da maneira esperada pela rede" e que Urman, que tinha compromissos anteriores com Jane the Virgin, não teve tempo suficiente para se comprometer totalmente com o reboot da temporada de 2017–18. Pedowitz Pedowitz deu uma atualização sobre o reboot durante a turnê de imprensa da associação de críticos de televisão em agosto de 2017, e disse que ainda estava em processo de reformulação e que a rede estava esperando para ver o que Urman fez pelo roteiro reconstruído.
Em 25 de janeiro de 2018, a The CW ordenou oficialmente o tempo de Charmed para o piloto. O roteiro foi mudado para ser estabelecido no presente e foi descrito pela The CW como "um reboot feroz, divertido e feminista" centrado em "três irmãs em uma cidade universitária que, após a morte trágica de sua mãe, se surpreendem ao descobrir que são bruxas." A descrição também indicava que o recomeço giraria em torno das irmãs "derrotando os demônios sobrenaturais" e "derrubando o patriarcado", enquanto "mantendo os laços familiares". Em uma entrevista ao jornal Metro, Silberling afirmou que o apelo do reboot é ser "divertido e contemporâneo" com suas oportunas observações sociais. O episódio piloto foi escrito pelos roteiristas de Jane the Virgin, Jessica O'Toole e Amy Rardin, e foi baseado em uma história de Urman. As três mulheres também são produtoras executivas do reboot, junto com Silberling, Ben Silverman, Howard Owens e Carter Covington. O episódio piloto também foi dirigido por Silberling. Em 11 de maio, a CW pegou o piloto e ordenou o reboot de Charmed como uma série. Foi lançado antes da apresentação do painel da The CW em 17 de maio, seguido por vídeos de cenas. A The CW encomendou inicialmente 13 episódios para a primeira temporada. No entanto, em 8 de outubro, a The CW encomendou outros noves scripts adicionais, o que elevou o número total de episódios da primeira temporada para 22. Em 31 de janeiro de 2019, a The CW renovou a série para uma segunda temporada.

### Escolha de elenco
Em 7 de fevereiro de 2018, os detalhes do lançamento do reboot foram revelados, com as três irmãs com os nomes não oficiais de Macy, Mel e Madison Pruitt, e que os detalhes do elenco revelaram que todos os grupos étnicos foram procurados para cada um deles. Os papéis; e que uma das irmãs seria lésbica, uma grande mudança em relação à série original. Foi ainda relatado que a seleção do elenco estava em andamento para o conselheiro do trio com a "luz diabolicamente bela e branca", Harry, o "documentarista e namorado" de Macy, "Gavin, o ex-namorado solitário e sensível de Madison". Brian a namorada de Mel, e o detetive Soo Jin. O nome de Madison foi posteriormente mudado para Maggie, o sobrenome das irmãs foi mudado para Vera, e o nome de Soo Jin foi mudado para Niko.
Em meados de fevereiro de 2018, Ser'Darius Blain foi o primeiro a ser escolhido como Gavin, seguido por Melonie Diaz como Mel, a irmã do meio, e Sarah Jeffery como a irmã mais nova, Maggie. Rupert Evans foi escolhido como Harry. No início de março de 2018, Madeleine Mantock foi escolhida como irmã mais velha de Macy. Charlie Gillespie e Ellen Tamaki foram os últimos a desempenhar os papéis de Brian e Niko, respectivamente, e as três principais atrizes que interpretam as irmãs Vera são todas de origem hispânica. O produtor executivo Brad Silberling afirmou que as irmãs Vera são "muito diferentes em termos de personalidades e grupos étnicos" das irmãs Halliwell na série original, porque eram caucasianas e heterossexuais.

### Filmagens
Charmed foi filmado em Vancouver, British Columbia. O episódio piloto foi filmado de 19 de março a 7 de abril de 2018. As filmagens do resto da primeira temporada começaram em 13 de agosto de 2018.

## Transmissão
Nos Estados Unidos, Charmed estreou na The CW em 14 de outubro de 2018. A série vai ao ar nas noites de domingo às 21:00, com Supergirl às 20:00. Charmed e Supergirl retornará a rede à programação original nas noites de domingo pela primeira vez desde a temporada de televisão de 2008–09. O presidente da The CW, Mark Pedowitz, explicou: "Queríamos ter uma série estabelecido no domingo à noite. Queríamos o valor nominal com Charmed lá. Nós sentimos que foram duas  séries que são mulheres empoderadas. Nós estávamos fazendo uma declaração de que não estávamos brincando, de que não estamos telefonando no domingo à noite, que iríamos competir."
No Canadá, Charmed estreou na W Network no mesmo dia da transmissão dos EUA, enquanto na Grécia e na Espanha, estreou no dia seguinte no Cosmote Cinema 4HD e HBO España, respectivamente. Na Austrália, Charmed estreou no 10 Peach em 16 de outubro de 2018. No Oriente Médio e Norte da África, estreou em 24 de outubro de 2018, no beIN Series. No Brasil a série estreou exclusivamente na plataforma de streaming Globoplay, o primeiro episódio da série ficou disponível na sexta-feira (26 de outubro de 2018) e os seguintes serão lançados semanalmente na plataforma. Desta forma ficará apenas duas semanas à frente da exibição brasileira. Na Bélgica, a série vai ao ar na RTL, enquanto na Turquia, vai ao ar na Digiturk.

## Recepção

### Ratings
| №  | Título                   | Exibição original       | Rating/share (18–49) | Audiência (em milhões) | DVR (18–49)    | Audiência em DVR (milhões) | Total (18–49)  | Audiência total (em milhões) |
| -- | ------------------------ | ----------------------- | -------------------- | ---------------------- | -------------- | -------------------------- | -------------- | ---------------------------- |
| 1  | "Pilot"                  | 14 de outubro de 2018   | 0.5/2                | 1.57                   | 0.6            | 1.39                       | 1.1            | 2.96                         |
| 2  | "Let This Mother Out"    | 21 de outubro de 2018   | 0.4/2                | 1.32                   | 0.5            | 1.13                       | 0.9            | 2.46                         |
| 3  | "Sweet Tooth"            | 28 de outubro de 2018   | 0.3/1                | 1.13                   | 0.4            | 0.86                       | 0.7            | 1.99                         |
| 4  | "Exorcise Your Demons"   | 4 de novembro de 2018   | 0.3/1                | 0.96                   | 0.4            | 0.92                       | 0.7            | 1.88                         |
| 5  | "Other Women"            | 11 de novembro de 2018  | 0.3/1                | 0.95                   | 0.4            | 0.87                       | 0.7            | 1.82                         |
| 6  | "Kappa Spirit"           | 18 de novembro de 2018  | 0.3/1                | 0.96                   | 0.3            | 0.87                       | 0.6            | 1.83                         |
| 7  | "Out of Scythe"          | 25 de novembro de 2018  | 0.2/1                | 0.87                   | 0.4            | 0.95                       | 0.6            | 1.82                         |
| 8  | "Bug A Boo"              | 2 de dezembro de 2018   | 0.3/1                | 0.93                   | 0.3            | 0.85                       | 0.6            | 1.78                         |
| 9  | "Jingle Hell"            | 9 de dezembro de 2018   | 0.3/1                | 0.94                   | 0.3            | 0.73                       | 0.6            | 1.67                         |
| 10 | "Keep Calm and Harry On" | 20 de novembro de 2019  | 0.2/1                | 0.82                   | 0.3            | 0.76                       | 0.5            | 1.58                         |
| 11 | "Witch Perfect"          | 27 de janeiro de 2019   | 0.3/1                | 0.88                   | 0.3            | 0.76                       | 0.6            | 1.64                         |
| 12 | "You're Dead To Me"      | 17 de fevereiro de 2019 | 0.2/1                | 0.77                   | 0.3            | 0.76                       | 0.5            | 1.53                         |
| 13 | "Manic Pixie Nightmare"  | 3 de março de 2019      | 0.3/1                | 0.74                   | 0.2            | 0.69                       | 0.5            | 1.43                         |
| 14 | "Touched by a Demon"     | 10 de março de 2019     | 0.2/1                | 0.74                   | 0.2            | 0.57                       | 0.4            | 1.31                         |
| 15 | "Switches & Stones"      | 17 de março de 2019     | 0.2/1                | 0.65                   | 0.2            | 0.63                       | 0.4            | 1.28                         |
| 16 | "Memento Mori"           | 24 de março de 2019     | 0.2/1                | 0.59                   | por determinar | por determinar             | por determinar | por determinar               |

### Resposta crítica
O site de agregador de revisão Rotten Tomatoes relatou um índice de aprovação de 70% com uma classificação média de 6.53/10, com base em 30 avaliações. O consenso do site diz: "As atualizações de Charmed são tão divertidas quanto surpreendentemente feministas – e, com um foco mais aguçado, poderia criar um programa ainda mais forte do que o anterior". No Metacritic, que usa uma média ponderada, atribuiu uma pontuação de 55 em 100, com base em 13 críticos, indicando "revisões mistas ou médias".

### Prêmios e indicações
| Ano  | Premiação          | Categoria                        | Recipiente(s) | Resultado | Ref.   |
| ---- | ------------------ | -------------------------------- | ------------- | --------- | ------ |
| 2019 | Teen Choice Awards | Choice Sci-Fi/Fantasy TV Show    | Charmed       | Pendente  | [ 85 ] |
| 2019 | Teen Choice Awards | Choice Sci-Fi/Fantasy TV Actress | Melonie Diaz  | Pendente  | [ 85 ] |

### Controvérsias

#### Elenco original e reação dos fãs
Logo após o anúncio do piloto em janeiro de 2018, Holly Marie Combs, membro do elenco da série Charmed original, foi ao Twitter e criticou a decisão da The CW de refazer o programa sem nenhuma participação do elenco e da equipe original. Combs afirmou ter um problema com a "releitura" da The CW de Charmed, já que a rede, anteriormente conhecida como The WB, optou por não renovar o programa em 2006 para uma nona temporada. Combs acusou a The CW de tentar lucrar com o nome e conceito Charmed, enquanto "capitalizava" o trabalho do elenco original e da equipe. Combs também discordou da descrição da rede de um reboot "feminista", que ela achava que a série original não estava, ao twittar sarcasticamente: "Acho que esquecemos de fazer isso primeiro. Hmph." Combs, em seguida, sugeriu que o reboot deveria ter um novo título, uma vez que ela sentiu que é uma série nova, sem vínculo com a original Charmed. Ela twittou que a televisão reinicia ou refaz "geralmente histórias tão semelhantes às do original que eles são legalmente obrigados a usar o mesmo título e comprar os direitos a esse título", acrescentando ainda mais: "Se não é semelhante a um outro programa, mostre com um novo título."
Outro membro do elenco original, Shannen Doherty, deu uma abordagem mais positiva à série no Twitter, afirmando que era uma prova do original que um reboot estava sendo considerado. Ela acrescentou ainda que estava "intrigada com a ideia de que uma nova geração poderia ser confortada, inspirada como todos vocês Charmed nos ajudou a todos de alguma forma." No entanto, Doherty admitiu que ela discordou da descrição da The CW de um reboot "feminista", twittando que a redação deles era "terrível e um pouco ofensiva", mas entendeu que "todo mundo comete erros". Rose McGowan também foi positiva em relação a série e mostrou seu apoio às novas atrizes principais por twittar "fly girls, fly". McGowan também acrescentou que ela não tem problemas com o reboot e desejou "todo mundo o melhor".
A notícia do reboot foi recebida com uma resposta mista dos fãs da série original. Alguns fãs foram positivos sobre o reboot, enquanto outros não ficaram impressionados com as mudanças feitas na série. Após o anúncio do reboot, os fãs entraram no Twitter e começaram a compartilhar a hashtag #StopCharmedReboot na tentativa de impedir que a The CW avançasse com o piloto. O presidente da The CW, Mark Pedowitz, afirmou que gostaria que os fãs dessem uma chance ao reboot, dizendo a eles que "antes de tomar uma decisão, assista à série." Em uma entrevista ao HuffPost em maio de 2018, Combs falou sobre o reboot novamente, desta vez criticando o marketing da série e o elenco de atores mais jovens. Ela afirmou que, embora aprecie "os empregos e as oportunidades que o reboot de Charmed criou", "ela nunca entenderá o que é feroz, engraçado ou feminista na criação de um programa que basicamente diz que as atrizes originais são velhas demais para fazer um trabalho há 12 anos."